# Playa de La Atalaya
La Playa de La Atalaya es una playa de la parroquia de Ribadesella, en el concejo de homónimo, Asturias. Se enmarca en las playas de la Costa Verde Asturiana y está considerada paisaje protegido, desde el punto de vista medioambiental. Por este motivo está integrada, según información del Ministerios de Agricultura, Alimentación y Medio Ambiente, en el Paisaje Protegido de la Costa Oriental de Asturias.

## Descripción
La playa de La Atalaya, es una pequeña cala que se sitúa junto al monte Cordero o Atalaya (donde puede contemplarse la ermita de la Virgen de la Guía), que la separa del puerto de Ribadesella. Se accede con facilidad a pie desde la playa de Santa Marina.
La cala tiene forma de concha y el lecho arenoso, que es amplio en bajamar, presenta afloramientos rocosos.
Los servicios que ofrece se reducen únicamente a papeleras y servicio de limpieza.